# ويستون سوبر مير
ويستون سوبر مير هي بلدة تقع في مقاطعة سومرست، إنجلترا على بعد 32 كم جنوب غرب مدينة برستل.